# 161092 Zsigmond
161092 Zsigmond este un asteroid din centura principală de asteroizi.

## Descriere
161092 Zsigmond este un asteroid din centura principală de asteroizi. A fost descoperit pe 29 iulie 2002 la Observatorul Palomar de Krisztián Sárneczky. Asteroidul prezintă o orbită caracterizată de o semiaxă mare de 3,04 ua, o excentricitate de 0,08 și o înclinație de 4,8° în raport cu ecliptica.